# روبرت كارلسون
روبرت كارلسون (بالإنجليزية: Robert Carlson)‏ هو متسابق يخت أمريكي، ولد في 11 أبريل 1905 في سان فرانسيسكو في الولايات المتحدة، وتوفي في 14 أبريل 1965.

## وصلات خارجية
- روبرت كارلسون على موقع أوليمبيديا (الإنجليزية)